# キャンディ・ミロ
キャンディ・ミロ（Candi Milo、1961年1月9日 - ）は、アメリカ合衆国の女性声優、女優、歌手。カリフォルニア州サンノゼ出身。
英語のほかにスペイン語が話せる。

## 概要
3歳で歌手としてデビューし、サンノゼでミュージカルを中心に活動。16歳でロサンゼルスに移住し、ナイトクラブなどで活動。その後、女優として活動を開始。
1978年にサンタクララ大学に入学するが1980年に中退し、オクシデンタル大学に入るが翌年中退。1993年にマウント・セント・メアリーズ大学カリフォルニア校に入学し、心理学の学位を取得
1988年にウィリアム・モリス・エージェンシーのスタッフから「アニメ向きの声だ」と言われ、『タイニー・トゥーンズ』のオーディションを受けた事がきっかけで、声優の活動を開始。
シングルマザーで、娘が1人いる。

## ノミネート歴
- 2003年アニー賞声優賞候補：ジェニーはティーン☆ロボット（ノーラ・ウェイクマン役）[5]
- 2004年アニー賞声優賞候補：ジェニーはティーン☆ロボット（ノーラ・ウェイクマン役）

## 出演作品

### テレビアニメ
- アストロボーイ・鉄腕アトム（アトム、ケネディ）
- アラジンの大冒険（サンドラ）
- インベーダー・ジム（女）
- ウィッチ -W.I.T.C.H.-（イルマ、アンナ・ライア、トリル）
- カウ&チキン（先生、ママ）
- キャプテン・プラネット
- キャンプ・ラズロ（ラージの母親）
- KND ハチャメチャ大作戦（ミス・グッドウォール、リディア・ギリガン、マダム・マーガレット）
- ザ・リプレイス 大人とりかえ作戦（ハコボ）
- ジェニーはティーン☆ロボット（ノーラ・ウェイクマン）
- ジミー・ニュートロン 僕は天才発明家!（ニック・ディーン、ブリトニー）
- 獣兵衛忍風帖 龍宝玉篇（煉獄、琢磨）
- ジョニー・ブラボー（ジル、ニュースキャスター）
- タイニー・トゥーンズ（スウィーティー）
- ダックにおまかせ ダークウィング・ダック（ダック・ラング）
- デクスターズラボ（デクスター（2代目））
- ビリー&マンディ（グリムの母）
- ペット・エイリアン（トミーのママ、他）
- フォスターズ・ホーム（チーズ、ココ、マダムフォスター、友達1、他）
- ブンブン・マギー（チップ）
- ムーチャ・ルーチャ!（フリー）
- リトル・アインシュタイン（アーニー）※会話時
- わがまま☆フェアリー ミルモでポン!（ビケー）

### 劇場アニメ
- 千と千尋の神隠し

### ゲーム
- カートゥーン ネットワーク・レーシング（デクスター）
- 戦場のヴァルキュリア（ホーマー・ピエローニ）
- ディシディア ファイナルファンタジー（シャントット）
- ディシディア デュオデシム ファイナルファンタジー（シャントット）
- バテン・カイトスII 始まりの翼と神々の嗣子（アルマーデ）
- ファイナルファンタジーX（ルシル、ドナ）

### 映画
- クールワールド（ボブの声）

### テレビ映画
- ザ・ウェバーズ（舞台の女2）

### テレビドラマ
- 天才少年ドギー・ハウザー（医者）